# Église Saint-Jacques de La Jard
L'église Saint-Jacques est une église située à La Jard, dans le département français de la Charente-Maritime en région Nouvelle-Aquitaine.

## Historique
L'église est inscrite au titre des monuments historiques par arrêté du 27 octobre 1967.